# Ryan Stassel
Ryan Stassel (Anchorage, 23 de octubre de 1992) es un deportista estadounidense que compite en snowboard. Ganó una medalla de oro en el Campeonato Mundial de Snowboard de 2015, en la prueba de slopestyle.

## Medallero internacional
| Campeonato Mundial | Campeonato Mundial    | Campeonato Mundial | Campeonato Mundial |
| Año                | Lugar                 | Medalla            | Competición        |
| ------------------ | --------------------- | ------------------ | ------------------ |
| 2015               | Kreischberg (Austria) | Medalla de oro     | Slopestyle         |